# Temmesee
Der Temmeseeⓘ ist ein Baggersee im westfälischen Peckeloh, der seit geraumer Zeit vom Angelsportverein Versmold befischt wird. Der Temmesee wird oft mit dem kleineren, benachbarten Idingsee verwechselt. Die Beschriftung, z. B. bei google maps, ist derzeit (August 2020) falsch. 

## Geographie
Der See hat eine Fläche von ca. 2,7 ha.
Koordinaten: 52° 1′ 4,5″ N, 8° 8′ 56,7″ O